# Епархия Шаочжоу
 Епархия Шаочжоу  (лат. Dioecesis Sciaoceuvensis) — епархия Римско-Католической церкви с центром в городе Шаогуань, Китай. Епархия Шаочжоу входит в митрополию Гуанчжоу.

## История
9 апреля 1920 года Римский папа Бенедикт XV издал бреве «Cum opitulante», которым учредил Апостольский викариат Шаочжоу, выделив его из апостольского викариата Гуанчжоу (сегодня — Архиепархия Гуанчжоу).
11 апреля 1946 года Римский папа Пий XII издал буллу «Quotidie Nos», которой преобразовал апостольский викариат Шаочжоу в епархию.

## Ординарии епархии
- епископ San Luigi Versiglia (22.04.1920 — 25.02.1930)
- епископ Ignazio Canazei (24.07.1930 — 12.10.1946)
- епископ Michele Alberto Arduino (9.04.1948 — 21.10.1962) — назначен епископом епархии Локри-Джераче
  - Sede vacante (c 13.04.1958 — по настоящее время)

## Источник
- Annuario Pontificio, Libreria Editrice Vaticana, Città del Vaticano, 2003, ISBN 88-209-7422-3
- Бреве Cum opitulante, AAS 12 (1920), стр. 154  (лат.)
- Булла Quotidie Nos, AAS 38 (1946), стр. 301  (лат.)